# Demofil Carigradski
Demofil (grčki Δημόφιλος; 386.) bio je biskup Verije te nadbiskup Konstantinopola (370. — 379.).
Rođen je u imućnoj obitelji u Solunu. Sljedbenici učenja Arija izabrali su ga za nadbiskupa carigradskog, ali su mnogi vjernici laici bili podijeljena mišljenja te je dio njih za nadbiskupa izabrao Evagrija, čiji je suradnik bio Eustacije Antiohijski. Na kraju su obojica protjerani iz Carigrada po naredbi cara Valensa, a njihovi su sljedbenici bili progonjeni.
Ubrzo nakon dolaska na mjesto patrijarha, Demofil je otišao u Kizik s Teodorom, koji je poznat i kao Dorotej. Stanovnici Kizika su bili skeptični glede Demofila te ga većina nije htjela priznati za nadbiskupa, sve dok nije Eunomija izopćio. Vjernici laici su potom izabrali biskupa. 
Demofil je ostao na mjestu nadbiskupa sve do 380., kada je novi car, Teodozije I., od njega zahtijevao da prihvati nicejsko vjerovanje. Demofil je to odbio te je prognan, a Evagrije je došao na njegovo mjesto. Demofil se vratio u Veriju.